# Alexander Agricola

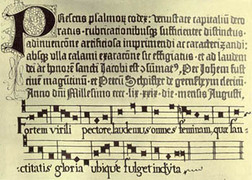
Alexander Agricolas noter Fortem virili.

Alexander Agricola (född Alexander Ackerman), 1445 eller 1446 i Gent, Nederländerna, död 15 augusti 1506 i Valladolid, Spanien, var en nederländsk kompositör inom den franskflamländska stilen under renässansen. Han var en framstående medlem av Grande chapelle, det Habsburgska musikaliska etablissemanget, och känd kompositör under åren omkring 1500. Hans musik inom den tidens alla viktiga sakrala och profana stilar spreds över hela Europa. 

## Biografi
Mycket litet är känt om Agricolas tidiga liv. Han föddes i Gent enligt ett nyligen upptäckt epitafium, skrivet 1538. Det mesta av sitt liv tillbringade han i omgångar i Italien och Frankrike, även om det finns luckor i tiden där hans verksamhet inte är känd, och han verkar ha lämnat många av sina platser utan tillåtelse. Han var sångare hos hertig Sforza i Milano 1471-1474, under den period då Milanos kyrkokör växte till en av de största och mest kända ensemblerna i Europa. Loyset Compère, Johannes Martini, Gaspar van Weerbeke, och flera andra kompositörer och sångare var också i Milano under dessa år.
År 1474 skrev hertig Sforza ett rekommendationsbrev åt honom till Lorenzo de 'Medici, och Agricola flyttade därefter till Florens. År 1476 befann han sig i Cambrai i Nederländerna, där han förmodligen var anställd som sångare. För den långa perioden 1476-1491 är emellertid ingenting säkert känt, förutom att han tillbringade en del av tiden i det franska kungliga kapellet. Han bör även ha byggt upp sitt rykte som kompositör under denna tid eftersom han var mycket efterfrågad på 1490-talet, med Frankrike och Neapel som konkurrenter om hans tjänster. År 1500 tog han anställning hos Filip den sköne, hertig av Bourgogne och kung i Kastilien, och följde denne på hans resor genom sitt imperium. Under denna tid han var en av de mest uppskattade kompositörerna i Europa. I augusti 1506 befann han sig i Valladolid i Spanien, där han den 15 augusti avled under ett utbrott av pesten.

## Musikstil

### Relaterade skolor och kompositörer
Agricola är en av få kompositörer i övergången mellan burgundiska skolan och den hos Josquingenerationen i Nederländerna som faktiskt skrev musik i båda stilarna.
Agricolas stil är lik Johannes Ockeghems, särskilt i början av hans karriär, och mot slutet av sitt liv skrev han musik med en imiterande stil karakteristisk för Josquin des Prez. Medan några av hans verk kan dateras exakt, använde han många icke-imiterande, komplexa, rytmiskt skilda, kontrapunktiska förfaranden oftare förknippade med Ockeghem. Till skillnad från Ockeghem använde han dock gärna upprepningar, sekvenser, och sirliga imitationer, på samma sätt som andra kompositörer som arbetade runt år 1500.

### Genrer
Agricola skrev mässor, motetter, motett-chansoner, sekulära sånger i rådande stil, och instrumentalmusik. En stor del av hans instrumentala verk baserades på sekulär musik av Gilles Binchois eller Ockeghem, vilkas musik blivit populär i slutet av 1400-talet.